# Lừa Balearic
Lừa Balearic, (tiếng Catalan: Ase Balear, tiếng Tây Ban Nha: Asno Balear) là một giống lừa nhà có nguồn gốc từ cộng đồng tự trị thuộc quần đảo Balearic, vùng biển Địa Trung Hải, ngoài khơi bờ biển phía đông Tây Ban Nha. Mặc dù giống lừa này được tìm thấy chủ yếu ở Mallorca, hòn đảo lớn nhất của nhóm quần đảo trên, các cá thể lừa Balearic còn được tìm thấy ở Menorca, nơi giớng lừa này được sử dụng nhiều với mục đích chính là việc nhân giống. Ngày nay, giống lừa này không còn tồn tại ở các đảo Eivissa và Formentera.
Giống lừa Balearic có tên chính thức trong tiếng Catalan là 'Raça Asenca Balear'; cho đến năm 2006, tên của giống này vẫn được gọi là Raça Asenca Mallorquina, và cũng được gọi với nhiều cái tên khác là Ase MallorquÍ, Asno Mallorquín hoặc Lừa Mallorquin.

## Lịch sử
Lừa Balearic có chung nguồn gốc thông thường với con lừa Catalan và Baudet du Poitou. Con lừa trong quá khứ là loài động vật có giá trị cao nhất ở Mallorca, và có thể được bán với giá rất cao. Vào đầu thế kỷ XX, nó đã được đánh giá cao bên ngoài các đảo, và nhiều cá thể lừa giống này đã được xuất khẩu sang Anh, và sau đó đến Hoa Kỳ. Quần thể giống đã giảm nhanh chóng trong nửa đầu của thế kỷ đó, và nó gần như biến mất; số lượng động vật thuần chủng hiện nay ổn định.